# Buğra Gülsoy
Behiç Buğra Gülsoy  (Ancara, 22 de fevereiro de 1982) é um ator turco.

## Biografia
Começou a ter contacto com o teatro aos 13 anos, enquanto estudava na escola secundária. Em 2004, Gülsoy licenciou-se em arquitetura na Doğu Akdeniz Üniversitesi no Chipre do Norte. Durante os seus anos de estudo, a sua vida começa a mudar com o novo ambiente e um amigo encoraja-o a juntar-se a um grupo de teatro. Após a licenciatura, entre 2004 e 2008, começou a atuar no Teatro Nacional de Chipre.

## Carreira
Os filmes em que participou incluem Cebimdeki Yabancı, Acı Tatlı Ekşi, Mahalle, Görümce, Robinson Crusoe, Güzel Günler Görceğiz, Gölgeler ve Suretler e Güneşi Gördüm.
Chamou a atenção com a série "Unutulmaz", em 2009. Em 2010, Buğra fez o papel de Vural Namlı na série internacionalmente famosa Fatmagül'ün Suçu Ne?. Em 2011, interpretou Güney Tekinoğlu na série dramática Kuzey Güney do Kanal D e foi galardoado com o prémio "O melhor ator de séries televisivas" em 2012. Desempenhou o papel principal na série Eski Hikaye como Mete. Em 2015, desempenhou o papel principal na popular série de comédia romântica Aşk Yeniden como Fatih. Em 2018, foi protagonista da série Kızım como Demir Göktürk. Em 2020, fez o papel de Sultan Melikşah do Império Seljuk na série histórica Uyanış: Büyük Selçuklu.

## Vida pessoal
Buğra Gülsoy namorou com a atriz Burcu Kara, tendo casado a 22 de julho de 2011. O casal durou apenas 12 meses e divorciou-se em 2012. Casou com Nilüfer Gürbüz em setembro de 2018 e juntos tiveram um filho. Gülsoy e Gürbüz divorciaram-se em março de 2023.

## Livros
- Birinci Kıyamet
- İkinci Kıyamet
- Luna

## Teatro
- Pragma
- Deep
- Caesar Bir Denge Oyunu
- Kadıncıklar
- Lokomopüf

## Filmografia

### Webséries
| Ano  | Título                | Papel | Notas           |
| ---- | --------------------- | ----- | --------------- |
| 2022 | Dünyayla Benim Aramda | Tolga | Papel principal |

### Séries televisivas
| Ano       | Título                 | Papel             | Notas            |
| --------- | ---------------------- | ----------------- | ---------------- |
| 2008      | Hepimiz Birimiz İçin   | Nazım             | Ator coadjuvante |
| 2009–2010 | Unutulmaz              | Tolga             | Ator coadjuvante |
| 2010–2011 | Fatmagül'ün Suçu Ne?   | Vural Namlı       | Ator coadjuvante |
| 2011–2013 | Kuzey Güney            | Güney Tekinoğlu   | Papel principal  |
| 2013–2014 | Eski Hikaye            | Mete              | Papel principal  |
| 2014      | Bana Artık Hicran De   | Sinan             | Papel principal  |
| 2015–2016 | Aşk Yeniden            | Fatih Şekercizade | Papel principal  |
| 2018      | 8. Gün                 | Ozan Taş          | Papel principal  |
| 2018–2019 | Kızım                  | Demir Göktürk     | Papel principal  |
| 2019      | Azize                  | Kartal Alpan      | Papel principal  |
| 2020–2021 | Uyanış: Büyük Selçuklu | Sultan Melikşah   | Papel principal  |
| 2021      | Misafir                | Erdem Ersoy       | Papel principal  |
| 2024      | Bahar                  | Evren Yalkın      | Papel principal  |